# Parc Nacional de Kosciuszko
El Parc Nacional de Kosciuszko (Kosciuszko National Park) d'Austràlia té una extensió de 690.000 hectàrees i conté els cim més alt de l'illa, el Mont Kosciuszko de qui rep el nom a més de la població de Cabramurra que és la de més altitud d'Austràlia. Es troben zones de muntanyes i de clima alpí que fan que sigui una zona recreativa i d'esports d'hivern.
El parc és al cantó sud-est de l'estat de Nova Gal·les del Sud, 354 km al sud-oest de Sydney, i el parc és contigu amb el Parc Nacional Alpí. les ciutats més grans són Cooma, Tumut i Jindabyne. Al parc hi neixen els rius Snowy, Murray, i Gungarlin. Altres cims notables són Gungartan, Mont Jagungal, Pic Bimberi i Mont Townsend.

## Història
El parc es va fundar el 5 de desembre de 1906 sota el nom de National Chase Snowy Mountains i el 1944 va rebre el nom de Kosciuszko State Park, i després Kosciuszko National Park el 1967.
Al segle xix s'hi va descobrir or i per això a la ciutat de Kiandra hi vivien 4.000 persones passant després de 1974 a ser una citat fantasma.

## Clima
Les grans altituds del parc tenen un clima alpí, poc corrent a Austràlia, amb molta neu. L'estació meteorològica de Charlotte Pass enregistrà la temperatura més baixa d'Austràlia el 28 de juny de 1994 amb -23.0 °C.

## Ecologia

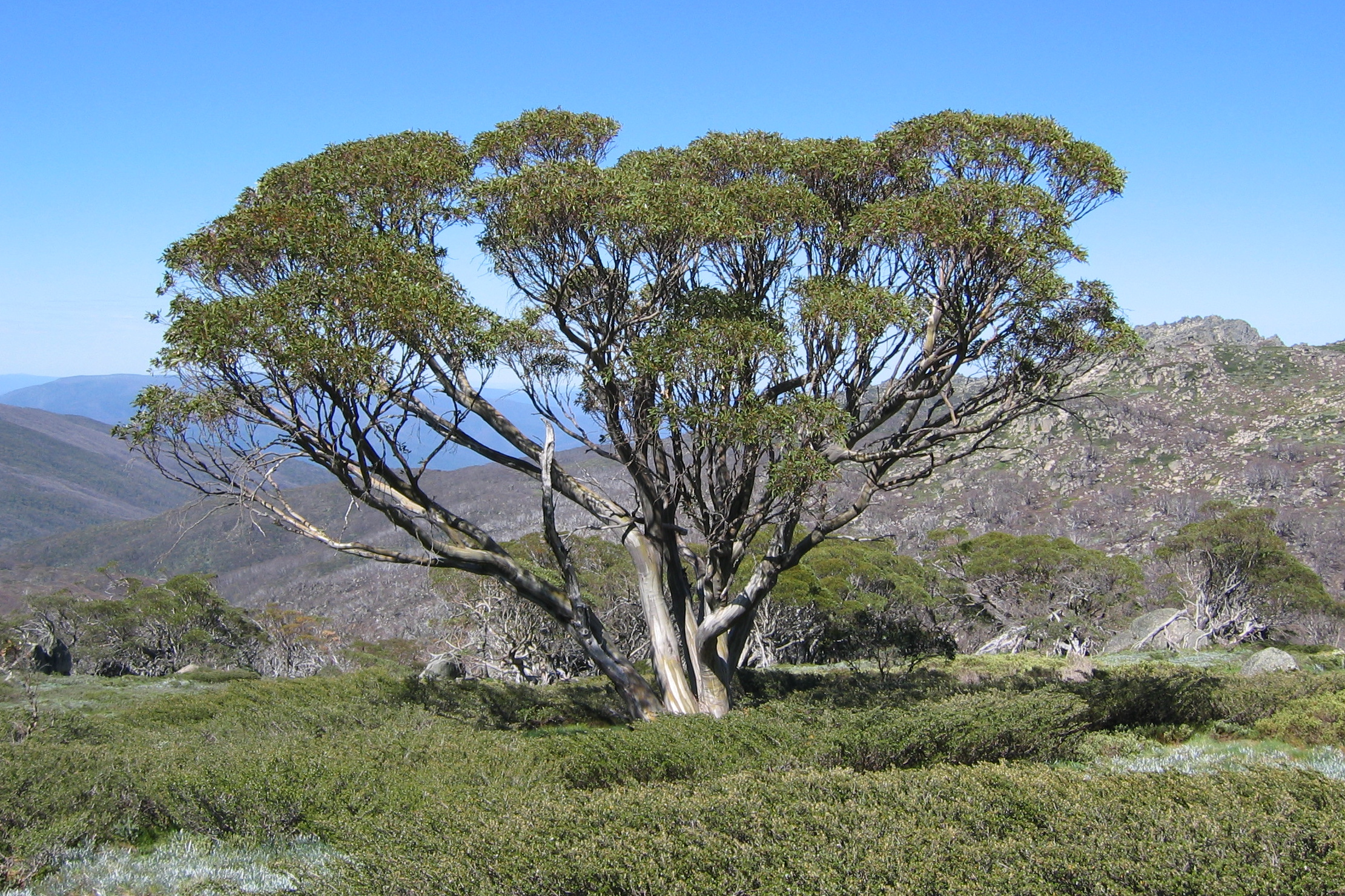
Snow Gum al límit arbori a Dead Horse Gap Walk, Parc Nacional de Kosciuszko.

A la zona alpina per sobre del límit arbori hi ha torberes matollar alpins i vegetació poc corrent escassa i fràgil. Hi ha Eucalyptus pauciflora, boscos montans i esclerofil·les amb Eucalyptus delegatensis i Eucalyptus regnans. A la zona deByadbo hi ha boscos esclerofil·les secs on predomina l'acacia. Entre els arbres destaca l'espècie d'om xinès Ulmus parvifolia que s'ha naturalitzat.
Entre els animals amenaçats de desaparició hi ha la granota Corroboree l'opossum pigmeu de muntanya.

## Ús recreatiu
Hi ha diverses estacions d'esquí. Es disposa d'un tren elèctric que connecta l'Alpine Way am la vall de Perisher. La regió de Yarrangobilly és càrstica.
Molts milers de persones arriba al cim del mont Kosciuszko a l'estiu. També hi ha diversos salts d'aigua.